# پیشما (رود)
پیشما (به لاتین: Pyshma) یک رود در روسیه است که در استان سوردلوفسک واقع شده‌است.